# 1488 w literaturze
Wydarzenia literackie w 1488 roku.

## Urodzili się
- Helius Eobanus Hessus, niemiecki poeta